# ARA San Juan (S-42)
L'ARA San Juan (distintivo ottico S-42) è stato un sottomarino a propulsione Diesel-elettrica della Armada de la República Argentina, seconda unità della classe TR-1700, con la gemella ARA Santa Cruz. Costruito in Germania dalla Nordseewerke è entrato in servizio per l'ARA nel 1985.

## Scomparsa
L’ARA San Juan è scomparso il 15 novembre 2017 nel Golfo San Jorge con a bordo 44 militari argentini, tra cui la prima sommergibilista donna del Sud America, teniente de navío Eliana María Krawczyk.
Le ricerche, partite subito dopo la ricezione dell'ultimo messaggio inviato dal sottomarino (alle 07:30 UTC-3), che riportava problemi alle batterie, si sono intensificate il 22 novembre, data in cui sarebbe cessata la riserva di ossigeno.
Il 23 novembre il governo argentino viene informato dal proprio ambasciatore a Vienna, Rafael Grossi, che l'Organizzazione del trattato sulla messa al bando totale degli esperimenti nucleari (CTBTO) con due proprie stazioni idroacustiche ha registrato una forte esplosione alle 10:51 locali del 15 novembre, rilevandola a -46.12 di latitudine e -59.69 di longitudine, cioè poco più di 3 ore dopo e a circa 30 miglia nautiche a nord dall'ultimo punto nave conosciuto. Il portavoce dell’ARA, capitan de navío Enrique Balbi, nella conferenza stampa indetta appositamente, parla di un “rumore anomalo, singolare, corto, violento e non nucleare consistente in un’esplosione”.
Il 28 novembre 2017 la Marina Argentina informò i familiari dei 44 marinai che l'ultima comunicazione sosteneva che era entrata acqua dallo snorkel, causando un cortocircuito alle batterie che a sua volta aveva causato un incendio e che l'equipaggio aveva proceduto all'immersione del sottomarino.
Il 17 novembre 2018, un anno dopo la scomparsa del sommergibile, la Marina argentina ne ha annunciato il ritrovamento nell'Oceano Atlantico al largo della Patagonia a 900 metri di profondità.